# Little Nemo
Little Nemo é o personagem principal de uma série de pranchas dominicais criadas por Winsor McCay (1871–34) e publicadas nos jornais New York Herald e New York American de William Randolph Hearst, entre 15 de outubro de 1905 – 23 de abril de 1911 e 30 de abril de 1911–13, respectivamente.  A tira chamava-se a princípio Little Nemo in Slumberland e depois In the Land of Wonderful Dreams, quando mudou de jornal. A série foi brevemente revivida entre 1924–27.

## Arte sequencial

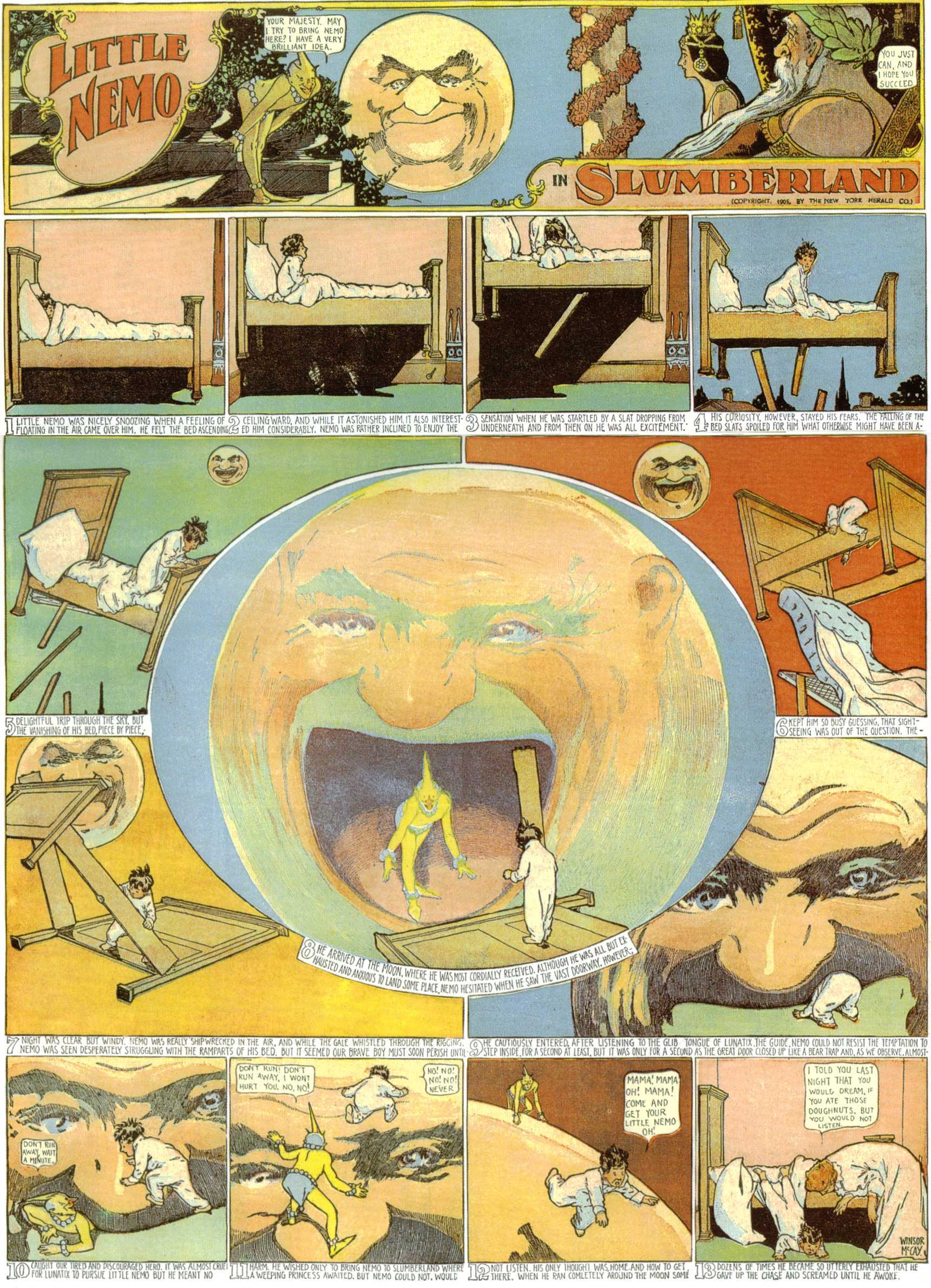
Uma história completa de Little Nemo in Slumberland.

Embora fosse história em quadrinhos, estava longe de ser uma simples fantasia para crianças; com frequência, era sombria, surreal, ameaçadora e mesmo violenta. A tira narrava os sonhos de um garotinho: Nemo (que significa "ninguém" em latim), o herói. O último quadro de cada tira sempre representava Nemo acordando, geralmente sobre a cama ou perto dela, e frequentemente sendo repreendido (ou consolado) por um dos adultos da casa, depois de gritar durante o sono e acordá-los. Nas primeiras tiras, o evento no sonho que o acordava era sempre um contratempo ou desastre que parecia prestes a levá-lo a se machucar gravemente ou mesmo morrer, tal como ser esmagado por um cogumelo gigante, ser transformado em macaco, cair de uma ponte mantida por "escravos" ou passar subitamente a ter 90 anos de idade. As aventuras que levavam a estes desastres tinham todas um propósito em comum: chegar à Slumberland, onde ele havia sido chamado pelo rei "Morphy" Morpheus, para ser o "coleguinha de folguedos" de sua filha, a princesa Camille.
Por volta do início de 1906, Nemo até conseguiu chegar às portas de Slumberland, mas teve que penar cerca de quatro meses até conseguir chegar à princesa. Seu problema é que ele continuava sendo acordado por Flip, que usava um chapéu onde estava escrito "Wake Up" ("Acorde"). A menor olhadela para o chapéu de Flip era suficiente para mandar Nemo de volta para a terra dos vivos durante estes primeiros dias. Embora a princípio fosse um inimigo, Flip acabou por tornar-se um dos heróis costumeiros. Os outros incluíam: Dr. Pill, The Imp, o Candy Kid e Papai Noel, bem como a princesa e o rei Morpheus.
A "Slumberland" ("terra dos sonhos") do título logo adquiriu um duplo significado, referindo-se não apenas ao reino encantado de Morpheus, mas ao estado de sonho propriamente dito: Nemo também teria aventuras oníricas em outras terras imaginárias, na Lua e Marte, e em nosso mundo "real", tornado fantástico pelo estado de sonho.
Na época, a tira não era um grande sucesso popular. A maioria dos leitores preferiam as travessuras farsescas de Katzenjammer Kids, Happy Hooligan e Buster Brown às fantasias surreais de Nemo, e outros quadrinhos, como Krazy Kat. Todavia, em fins do século XX e início do século XXI, a tira recebeu maior reconhecimento. Entre suas qualidades mais notáveis estavam o intrincado estilo visual — frequentemente com altos níveis de detalhes de fundo — cores vívidas, andamento rápido na movimentação de um quadro para outro e a grande variedade de personagens e cenários estranhos.
Certos episódios da tira são particularmente famosos. Qualquer lista desse tipo deve incluir Night of the Living Houses (da qual foi dita ser a primeira história em quadrinhos a ser incorporada à coleção do Louvre) onde Nemo e um amigo são caçados pelas ruas de uma cidade por uma gangue de casas com pernas; a Walking Bed, onde Nemo e Flip passeiam sobre telhados a cavaleiro da cama de Nemo, cujas pernas crescem cada vez mais (ver ilustração abaixo); e a sequência do Befuddle Hall, onde Nemo e seus amigos tentam achar a saída de um caótico ambiente de parque de diversões. A maestria da perspectiva de McCay e a extrema elegância de seus traços, tornam suas visões graficamente impressionantes. Os diálogos excêntricos são enunciados com uma impassibilidade onírica, e frequentemente parecem ter sido apressadamente comprimidos em pequenos balões que mal podem contê-los. Uma frase típica: "Whoever named this place Befuddle Hall knew his business! I am certainly befuddled" ("quem quer que tenha chamado este lugar de Hall da Confusão sabia do que falava! Eu, com certeza estou confuso").

Robert McCay, filho do ilustrador e modelo inspirador de Nemo, tentará duas vezes ressuscitar a tira no final dos anos 1930 com o título de Nemo em Adventureland e uma década depois, mas sem sucesso. O trabalho foi publicado pela King Features Syndicate, mas sem alcançar o sucesso desejado.

As tiras, bem como a maior parte das outras obras de McCay, caíram em domínio público em 1 de janeiro de 2005, 70 após a morte de McCay (ver direito autoral para maiores detalhes). A coletânea completa das tiras de Little Nemo está disponível num único volume da editora Taschen: Little Nemo 1905-1914 (ISBN 3-8228-6300-9), deixando de fora somente o revival dos anos 1920, que ainda está sob copyright nos EUA.
110 das tiras mais famosas foram reimpressas no tamanho e cores originais em 2005, na coletânea Little Nemo in Slumberland, So Many Splendid Sundays, um livro de capa dura medindo 72x94,5 cm editado pela "Sunday Press Books".
Eric Shanower e Gabriel Rodriguez reviveram os personagens em 2014 em uma série de quadrinhos publicada pela IDW Publishing intitulada Little Nemo: Return to Slumberland. No mesmo ano, a Locust Moon Press lançou uma nova antologia e a Taschen publicou a série completa (1905-1926). No mesmo ano, a editora Toth publicou Little Nemo: Wake up! de Frank Pé.

## Adaptações

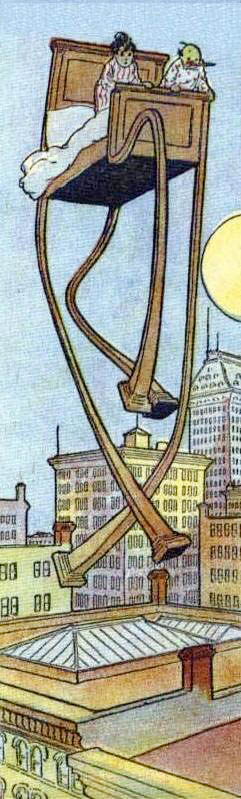
The walking bed, 26 de julho de 1908.

### No teatro
Um extravagante espetáculo operístico baseado na tira, com música de Victor Herbert (compositor de Babes in Toyland) e letras de Harry B. Smith, estreou em 20 de outubro de 1908 no New Amsterdam Theatre de Nova York. Teve 111 apresentações e saiu de cartaz em 23 de janeiro de 1909. A ópera introduziu um novo personagem denominado missionário dançarino, que apareceu em vários episódios da tira durante 1909, e a palavra whiffenpoof.
No primeiro semestre de 2007, uma adaptação operística da tira entrou em fase inicial de produção, com estréia prevista para maio de 2009 na Sarasota Opera. Oficialmente, o compositor da ópera é o vencedor do Pulitzer Prize, Ned Rorem. A interpretação ficará a cargo do coral Youth Opera, cujos componentes têm idades entre 8-18 anos.

### No cinema
James Stuart Blackton e Winsor McCay dirigiram um curta-metragem de dez minutos de duração baseado na tira, dos quais dois minutos eram animados. O filme foi lançado em 8 de abril de 1911. Primeira tentativa de animação de McCay, obteve mais tarde o status de clássico precoce da animação. O título, exibido na tela, é Winsor McCay, the Famous Cartoonist of the N.Y. Herald and his Moving Comics, mas geralmente é citado apenas como Little Nemo.
Em 1984, John Boorman e Arnaud Sélignac produziram e dirigiram um filme denominado  Nemo ou Dream One, estrelado por Jason Connery, Harvey Keitel e Carole Bouquet. Ele envolve um garotinho chamado Nemo, o qual também usa pijamas e viaja para um mundo de fantasia, mas qualquer outra conexão com a tira de McCay é inexistente. Neste filme, o mundo de fantasia é uma praia escura e lúgubre, e Nemo encontra personagens de outras obras de ficção em vez daqueles da tira original. Em vez de Flip ou da Princesa, Nemo encontra Zorro, Alice e o Nautilus de Jules Verne (o qual era comandado pelo Capitão Nemo).
Um filme de animação intitulado Little Nemo: Adventures in Slumberland (conhecido simplesmente como "Nemo" no Japão) foi finalmente lançado no mercado japonês em julho de 1989 e nos EUA em 21 de agosto de 1992. A direção era de Masami Hata, Masanori Hata e William T. Hurtz, a partir de um roteiro de Chris Columbus e Richard Outten. Concebido originalmente em 1982, esta co-produção nipo-estadunidense teve uma história longa e tumultuosa, a qual incluiu um piloto em 1984, feito pelo diretor Yoshifumi Kondô  do Ghibli. Não obstante ter sido considerado um fracasso comercial nos EUA, foi indicado e ganhou vários prêmios da indústria cinematográfica pela brilhante qualidade de sua animação. O filme foi lançado em DVD em outubro de 2004.

### Em outros meios
Provavelmente motivada pelo filme de animação, em 1990 a Capcom produziu um Vídeo-game para o NES, intitulado Little Nemo: The Dream Master (conhecido como Pajama Hero Nemo no Japão). No mesmo ano, um arcade denominado simplesmente de Nemo também foi lançado.
Ao longo dos anos, vários itens de merchandising de Little Nemo foram produzidos. Em 1941, Rand, McNally & Co. publicaram um livro infantil do Little Nemo. Little Nemo in Slumberland in 3-D foi lançado pela Blackthorne Publishing em 1987: era uma reimpressão das histórias de Little Nemo para leitura com óculos 3-D. Um conjunto de 30 cartões-postais de Little Nemo foram lançados pela Stewart Tabori & Chang em 1996. Em 1993, como uma promoção do filme de animação de 1989, Hemdale produziu um Collector's Set que incluía uma fita VHS do filme, história em quadrinhos e trilha sonora em cassete. Em 2001, a Dark Horse Comics lançou uma estatueta do Little Nemo e uma lancheira metálica.
No dia 15 de outubro de 2012, foi a vez da Google festejar a data de aniversário de Little Nemo, com a criação de um Doodle que, desta vez, mostra a história contada na Google-Land.

Em janeiro de 2020, foi anunciado que uma nova adaptação em um filme live-action seria feita exclusivamente para a Netflix. O filme será dirigido por Francis Lawrence e apresentará uma versão trocada de gênero da personagem-título chamada Nema. Jason Momoa vai estrelar como uma versão radicalmente alterada de Flip, que é descrita como uma "criatura de quase três metros de altura que é metade homem, metade besta, tem pelo desgrenhado e longas presas curvas". A trama será centrada em Nemo e Flip viajando por Slumberland em busca do pai de Nema.

## Personagens

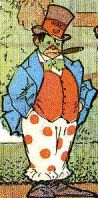
Flip
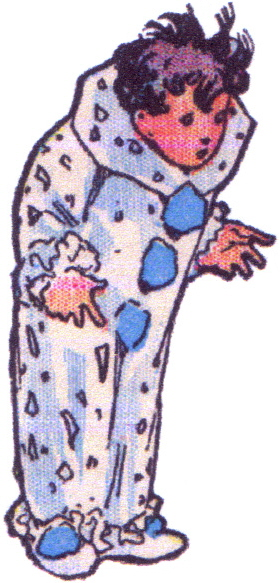
Nemo
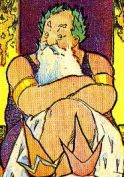
King Morpheus

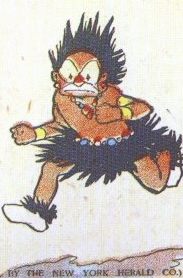
Imp
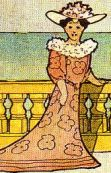
Princess Camille

## Influências culturais
Desde sua publicação, Little Nemo influenciou o trabalho de outros artistas, incluindo Alan Moore, em Miracleman #4, quando a família de Miracleman vai parar num palácio denominado "Sleepy Town", o qual é possuído por imagens semelhantes às do Little Nemo. Em Promethea, de Moore (e J.H. Williams III), um pastiche mais direto - "Little Margie in Misty Magic Land" – demonstrava a inspiração e o débito para com o cenário das tiras de 1905. A série Sandman ocasionalmente faz referências a Little Nemo também. Entre os exemplos estão The Sandman: The Doll's House, onde uma criança maltratada escapa para sonhos ao modo dos quadrinhos de McCay, e usando um mecanismo de "despertador" semelhante, e The Sandman: Book of Dreams (publicado em 1996), o qual apresenta a história de George Alec Effinger "Seven Nights in Slumberland" (onde Nemo interage com o personagem The Endless de Neil Gaiman).
Na literatura infantil, Maurice Sendak disse que a tira inspirou seu livro In the Night Kitchen, e William Joyce incluiu vários elementos de Little Nemo em seu livro infantil Santa Calls, incluindo aparições de Flip e da cama voadora.
Em 1984, o ilustrador italiano Vittorio Giardino começou a produzir historietas sob o título Little Ego, uma adaptação em tom de paródia de Little Nemo, sob a forma de quadrinhos eróticos. Embora não exatamente adequados para crianças (embora estejam longe de serem considerados pornográficos), a obra de Giardino foi bem sucedida na imitação da requintada técnica de desenho e do surealismo de Winsor McCay.
Na música, a banda de rock britânica Genesis gravou uma canção, "Scenes From a Night's Dream", baseada na tira. Ela aparece no álbum de 1978, …And Then There Were Three. Também, o videoclipe para a canção de 1989 "Runnin' Down a Dream" de Tom Petty possui um estilo que lembra os desenhos de McCay e mostra Tom Petty e um personagem que lembra Flip viajando através de Slumberland. Existem referências a mais de uma dúzia de páginas da tira no vídeo.
Uma história de Don Rosa (1996),  A Matter of Some Gravity foi inspirada por algumas tiras de 1908 do Little Nemo, onde o protagonista passa por experiências de gravidade horizontal. A webcomic Narbonic também apresentou várias histórias-pastiche de Little Nemo, incluindo a última tira da série. Muitas delas demonstraram conter segredos que só foram revelados posteriormente na história principa.
No livro Fragile Things de Neil Gaiman, é observado que o título original da coleção de cotos e poemas deveria ter sido These People Ought To Know Who We Are and Tell That We Are Here, em referência a um balão de texto num quadro de página dominical de Little Nemo. Embora o livro não tenha sido batizado assim, uma reprodução do quadro pode ser vista nas primeiras páginas. Em A Nightmare on Elm Street 3: Dream Warriors, Neil e Nancy vão a um bar denominado Little Nemo, para encontrar o pai de Nancy.
A tira foi citada de relance num episódio da série do canal Showtime The L Word, durante a quarta temporada. A série foi parodiada como "Little Zemo in Slumberland" por Ryan Dunlavey na revista Wizard. Na Bélgica, uma rede de livrarias recebeu o nome de "Slumberland".

## Coletâneas
- Little Nemo in the Palace of Ice and Further Adventures. Dover, ISBN 0-486-23234-4
- Little Nemo In Slumberland, 1905-07 Fantagraphics ISBN 0-930193-63-6
- Little Nemo In Slumberland, 1907-08 Fantagraphics ISBN 0-930193-64-4
- Little Nemo In Slumberland, 1908-10 Fantagraphics ISBN 1-56097-025-1
- Little Nemo In Slumberland, 1910-11 Fantagraphics ISBN 0-56097-045-6 ISBN 1-85286-153-3
- Little Nemo In Slumberland #1 Blackthorne Publishing, 1986
- Little Nemo In Land of Wonderful Dream, Part 1, 1911-12 Fantagraphics ISBN 0-924359-35-8
- Little Nemo In Land of Wonderful Dream, Part 1, 1913-14 Fantagraphics ISBN 1-56097-130-4
- Little Nemo, 1924-25 Fantagraphics, publicada ?
- Little Nemo, 1926-27 Fantagraphics, publicada?
- Little Nemo, 1905-14 Evergreen/Taschen, 2000, ISBN 3-8228-6300-9
- Little Nemo in Slumberland: So Many Splendid Sundays (1905-10) Sunday Press Books, 2005 ISBN 0-9768885-0-5
- Best of Little Nemo in Slumberland. Stewart, Tabori, & Chang, ISBN 1-55670-647-2
- Little Nemo in Slumberland, v1 (1905-09), Checker Books ISBN 1933160-21-7
- Little Nemo in Slumberland, v2 (1910-15, 1926). Checker Books ISBN 1933160-22-5

### Em português
- «Little Nemo in Slumberland»
- «'Little Nemo', a mais genial criação da BD»
- «Resenha do livro Little Nemo, 1905-14 da Taschen.» 🔗

- «Versão WIKILINGUE»